# Petőfi Sándor Emlékház (Torda)
A tordai református parókia épülete Petőfi Sándor Emlékház néven szerepel a romániai műemlékek jegyzékében a CJ-IV-m-B-07866 sorszámon.